# OpenSea
OpenSea, es un mercado en línea dedicado al comercio de NFT's; fundada por Devin Finzer y Alex Atallah en 2017 con sede en la ciudad de Nueva York. Ofrece un mercado que permite la venta directa de tokens no fungibles a un precio fijo o a través de una subasta, basado en el estándar Ethereum ERC-721 y la solución de escalado de capa 2 para Ethereum Polygon. Luego de un mayor interés en los tokens no fungibles, los ingresos de la compañía alcanzaron los U$95 millones de dólares en febrero de 2021 y los U$2750 millones en septiembre de ese año. Para enero de 2022, la empresa había sido valorada en U$13,3 mil millones de dólares y se consideraba el referente en el mercado de los tokens no fungibles.

## Historia
El 6 de diciembre de 2021 se anunció la contratación de Brian Roberts; ex director financiero de la aplicación de viajes compartidos Lyft, como su primer director financiero. La casa de subastas Christie’s se asoció con OpenSea, para lanzar una serie de subastas exclusivas que fueron del 1 hasta el 3 de diciembre de 2021. La subasta fue dirigida por el director de ventas digitales en línea de Christie’s; Noah Davis, el coleccionista Ronnie Pirovino y el medio digital especializado NFT Now.
El 18 de enero de 2022 se anunció la adquisición de la empresa Dharma Labs; plataforma de préstamo de criptomonedas. Como parte de la transacción, Nadav Hollander fue nombrado director de tecnología y Brendan Foster jefe de estrategia para OpenSea. En abril de 2022 se anunció la integración de la cadena de bloques Solana dentro de su plataforma; uniéndose así a las redes  Ethereum, Layer-2 Polygon y Klaytn, que ya manejaban y eliminando el monopolio que tenía Magic Eden sobre esta red.

## Controversias
Nate Chastain, director de producto de OpenSea fue despedido el 15 de septiembre de 2021; luego de descubrirse que utilizó información confidencial para comprar NFT antes de que fueran listados para luego revenderlos, con lo que obtuvo una ganancia de 19 ether (ETH).
Devin Finzer; cofundador de la plataforma, anunció a través de su cuenta de Twitter que la plataforma fue víctima de un ataque Phishing (suplantación de identidad) en que los ladrones cibernéticos, solo necesitaron tres horas para robar cientos de tokens no fungibles, valorados en U$1,7 millones de dólares.
Timothy Mckimmy; un hombre de Texas, demandó a OpenSea por valor de un millón de dólares alegando que la plataforma sabía sobre un error que le permitía a los delincuentes cibernéticos comprar NFT no listados por un valor inferior al del mercado. Esto debido a que; sin siquiera darse cuenta, vendió su Bored Ape #3475 NFT por un valor de 0,01 ETH (U$26 dólares). Sin embargo, el hacker que logró comprar su token, lo revendió por un precio de 99 ETH (U$250.000 dólares).